# Marianne Zechmeister
Marianne Zechmeister, po mężu Lenz (ur. 12 kwietnia 1960 w Berchtesgaden) – niemiecka narciarka alpejska reprezentująca RFN.

## Kariera
Pierwszy sukces na arenie międzynarodowej Marianne Zechmeister osiągnęła w 1975 roku, zdobywając brązowy medal w slalomie podczas mistrzostw Europy juniorów w Mayrhofen. W zawodach tych wyprzedziły ją jedynie jej rodaczka Monika Berwein oraz Torill Fjeldstad z Norwegii. W tej samej konkurencji zdobyła także srebrny medal na rozgrywanych dwa lata później mistrzostwach Europy juniorów w Kranjskiej Gorze, gdzie uległa tylko WłoszceWandzie Bieler. W zawodach Pucharu Świata pierwsze punkty wywalczyła 4 lutego 1979 roku w Pfronten, zajmując dziewiąte miejsce w kombinacji. Punktowała kilkukrotnie, jednak nigdy nie stanęła na podium; najwyższą lokatę wywalczyła 21 stycznia 1980 roku w Bad Gastein, gdzie kombinację ukończyła na ósmej pozycji. Najlepsze wyniki osiągnęła w sezonie 1979/1980, kiedy zajęła 45. miejsce w klasyfikacji generalnej. W lutym 1980 roku wystartowała na igrzyskach olimpijskich w Lake Placid, zajmując dziewiąte miejsce w biegu zjazdowym.
Jej siostra Christa również uprawiała narciarstwo alpejskie.

## Osiągnięcia

### Igrzyska olimpijskie
| Miejsce | Dzień     | Rok  | Miejscowość | Konkurencja | Czas biegu  | Strata  | Zwyciężczyni          |
| ------- | --------- | ---- | ----------- | ----------- | ----------- | ------- | --------------------- |
| 9.      | 17 lutego | 1980 | Lake Placid | Zjazd       | 1:37,52 min | +2,44 s | Annemarie Moser-Pröll |

### Puchar Świata

#### Miejsca w klasyfikacji generalnej
- sezon 1978/1979: 75.
- sezon 1979/1980: 45.
- sezon 1980/1981: 67.

#### Pozostałe miejsca na podium
Zechmeister nigdy nie stanęła na podium zawodów PŚ.